# John Liptrot Hatton
Pour les articles homonymes, voir Hatton.
John Liptrot Hatton, né le 12 octobre 1809 – mort le 10 septembre 1886, est un compositeur, chef d'orchestre, pianiste, accompagnateur et chanteur britannique.

## Début de carrière
Hatton naît à Liverpool au sein d'une famille musicienne où son père et son grand-père sont violonistes. Bien que largement autodidacte en tant que musicien, il devient l'élève de Michael Maybrick (oncle du chanteur et compositeur Stephen Adams), lui-même professeur du père de Charles Santley (en), et étudie à l'académie d'un certain M. Molyneux. À l'âge de 16 ans il est organiste aux églises de Woolton (en) et Childwall et à l'église catholique de Liverpool. (lors d'une audition pour Woolton, il joue une chanson des rues intitulée All round my Hat, faisant allusion à son propre nom). Un homme aux multiples talents et doté de beaucoup d'humour assiste aux auditions et le fait connaître sur la scène artistique de Liverpool. Hatton se rend par la suite à Londres en tant que membre de la compagnie de Macready au théâtre de Drury Lane, où il paraît dans une distribution emmenée par Macready et Kean dans Othello de Shakespeare en décembre 1832. Santley rapporte que Hatton tient le rôle de Joe Blueskin (qui chante Jolly Nose) dans la pièce Jack Sheppard lorsqu'elle est montée de façon indépendante au Liver Theatre (le Little Liver) à Liverpool, en même temps que la production à Londres (en 1839) dans laquelle Paul Bedford (en) tient le même rôle : Hatton remporte un tel succès que la production de Londres disparaît quand il vient à Liverpool. À la même époque, il se fait connaître comme musicien : en 1835 Thomas Attwood écrit à Mendelssohn :

« Nous avons récemment créé un nouvel établissement ici que l'on appelle « Société des musiciens britanniques » dans l'espoir de faire valoir les talents locaux... Cependant, je voudrais que vous regardiez votre manteau, ou redingote, de peur qu'un morceau en ait été découpé : car il existe un jeune homme du nom de Hatton qui semble en avoir reçu une petite partie ; en effet, il semble avoir assimiler votre style sans plus de plagiat que quiconque que j'ai jamais rencontré. »

## Le compositeur à Londres et Vienne
Durant la saison d'hiver 1842 à 1843, il dirige les chœurs de la série de l'opéra anglais au Théâtre Royal, Drury Lane et en février 1843 sa première opérette, Queen of the Thames, ou The Anglers (livret d'Edward Fitzball), est représentée 6 fois avec succès. Cette opérette contient le madrigal The merry bridal bells interprété par Miss Romer, M. H Phillips et M. Allen. Josef Staudigl (en), l'éminent basse allemand est membre de la compagnie : sur sa suggestion, Hatton écrit une œuvre plus ambitieuse,  Pascal Bruno , encore une fois sur un texte de Fitzball. Hatton et Staudigl la présentent à Vienne en octobre 1844 avec Staudigl dans le rôle principal. L’œuvre reçoit un accueil mitigé et n'est pas présentée à Londres mais la chanson Revenge – seule partie publiée – est rendue très populaire en Angleterre par Staudigl. Fitzball, constatant que son texte a été présenté en allemand sans son consentement, (l'affiche nommant « Herr Fixball » comme l'auteur anglais), est obligé d'accepter la situation mais il semble que cet incident met fin à son association avec Hatton. Cependant, Vienne admire le jeu de piano de Hatton, en particulier les fugues de J.S. Bach qu'il joue de mémoire. Tandis qu'il est à Vienne, il saisit l'occasion d'étudier le contrepoint auprès de Sechter.
Peu de temps après, il compose un certain nombre de chansons sur le modèle du style des classiques allemands, dont dix-huit chansons sur des textes de Thomas Oliphant, qui a commandé les chansons, avec traductions en allemand. Oliphant est collectionneur de musique et entre 1840 et 1849, il recense les manuscrits et imprime les collections de musique du British Museum. Il est « sans égal comme collectionneur de madrigaux de peu d'importance » et ses collections personnelles sont dispersées après sa mort en 1873 en près de 600 lots. Les chansons de Hatton recueillies par Oliphant sont publiées en Angleterre sous le pseudonyme « P.B. Czapek » (allusion au mot hongrois Hat (chapeau) pour « Hatton »), et deviennent la propriété d'Oliphant comme le deviennent d'autres droits d'auteur de Hatton. Parmi les arrangements de Hatton pour Oliphant figurent Streamlet gently flowing, Autumn reflections, The goldsmith's daughter et My days have been so wondrous free.
En 1846, il chante au festival de Hereford et interprète également un concerto pour piano de Mozart. À peu près à cette époque, il entreprend des tournées de concert avec Sivori, Vieuxtemps et autres, concerts durant lesquels il est à la fois accompagnateur et pianiste solo. Il donne également des divertissements mono-dramatiques comme dans cette description d'un concert dans les Assembly Rooms à Peckham en décembre 1846 :

« M. J.L. Hatton était l'Atlas du divertissement et portait le poids du concert sur ses épaules. Il a parlé, chanté et joué du piano-forte. Comme le Cerberus de Malaprop, il était trois gentlemen à la fois. L'animation était nouvelle et intéressante. M. Hatton a donné quelques spécimens fondamentaux de musique pour piano par divers maîtres dont Corelli, Bach, Haendel, Mozart, Beethoven, etc. Il a entonné des chansons comiques, sentimentales et sérieuses. Il a fait l'éloge de nombreux pays pour leurs compositions et maintenu son auditoire alternativement ému de plaisir et excité de rire. M. Hatton a été assez modeste pour ne pas imposer un trop grand nombre de ses œuvres sur ses visiteurs. The Adventures of Robinson Crusoe, chanson destinée, sans aucun doute, à être très comique, est la seule composition que M. Hatton a donnée au cours de la soirée. »

 Bien que différent en cela – à cette occasion –, Hatton n'a pas interprété beaucoup de ses propres compositions, ce style de divertissement avec discours, chansons et un clavier avec accessoires avait été mis au point par Charles Dibdin plus de cinquante ans auparavant dans son Entertainments Sans Souci : Hatton était certainement bien conscient de l'exemple de Dibdin.

## Première tournée américaine
De 1848 à 1850, Hatton est en Amérique et en 1848, donne plusieurs concerts publics et privés à New York. Le 12 septembre par exemple, au Apollo Theatre, il interprète ses propres chansons comiques ainsi que des œuvres de Haendel, Field et Alessandro Scarlatti. À Pittsburgh en Pennsylvanie cette même année, il partage la scène avec Stephen Foster. « Les critiques (américains) contemporains déplorent l'incapacité du public à apprécier son grand art ». Il flatte le public à l'occasion : à Boston, où il est devenu membre de la Handel and Haydn Society, il interprète des fugues de Bach et un concerto pour piano de Mendelssohn mais chante aussi Christmas Sleigh Ride en jouant du piano et agitant des grelots de traîneau, tout cela au grand amusement de la foule. Il est dit que le lendemain il devait diriger une représentation de l'oratorio Elias de Mendelssohn (créé en 1846) au cours de laquelle, le baryton étant indisposé, Hatton dans les numéros correspondants se tourna vers le public à partir de la tribune du chef d'orchestre et a lui-même chanté le rôle-titre.

## Auteur-compositeur et accompagnateur
Hatton compose à cette époque différentes chansons sur des poèmes de Robert Herrick (dont son fameux To Anthea), Ben Jonson et Charles Sedley qui sont publiées jusqu'en 1850. Les autres deviennent la propriété de Thomas Oliphant. Dans sa préface du mois d'août 1850, Hatton dit qu'elles ont été écrites

« à des moments différents en diverses circonstances. Quelques-uns d'entre elles ont été composées avant mon départ pour l'Amérique, à l'automne de l'année 1848, et présentées comme de petits souvenirs à plusieurs de mes amis lors de mon départ d'Angleterre. Le reste, à une exception près, a été entièrement écrit pour mon propre amusement pendant que j'étais là-bas et chacune d'elles a été composée sans aucune intention de les faire publier... A mon retour en Angleterre, j'ai été poussé par un de mes amis... à faire une collection complète de ces petites compositions et à les publier sous forme de recueil. La gentillesse de mes amis m'a permis de le faire et je vous envoie maintenant ces chansons, satisfait si elles devraient être le moyen, à quelque humble degré que ce soit, d'ajouter de la matière au plaisir musical, ou de quoi que ce soit en contribuant à la régénération du goût populaire dans une importante partie de la musique de chambre. »

C'est aussi durant les années 1840 qu'il écrit Simon the Cellarer (qu'il vend à Oliphant pour un billet de 10 £). Cette pièce est incorporée dans l'opéra Diamond cut diamond de Henri Drayton en 1859. Charles Santley, qui soutient To Anthea et Simon the Cellarer et les chante avec Hatton à l'accompagnement, vit assez longtemps pour les enregistrer deux fois au début du XXe siècle, ce qui préserve la mémoire de son association avec le compositeur.
Hatton est un des grands accompagnateurs de son temps et durant les années 1850, il effectue des tournées en compagnie de Mario et Grisi et Sims Reeves. Pour Mario il compose sa fameuse chanson Good-night, sweetheart, good-night, l'instruisant dans la prononciation des mots et le formant à la musique avant qu'elle soit déposée sur manuscrit. C'est cette chanson et Com'è gentil extrait de Don Pasquale, qui deviennent les deux chansons favorites les plus associées avec Mario. Hatton entreprend une tournée avec Reeves en 1850 avant de retourner brièvement en Amérique et se produit à Dublin, Belfast et Manchester en sa compagnie en 1853, tournée à l'occasion de laquelle, à Dublin, Reeves chante Good-night, sweetheart pour la première fois.
Mario la chante de façon suave et avec un accent italien, de manière à briser les cœurs ; Reeves la rend vigoureuse et émouvante.
Reeves, en raison de l'apparence de Hatton avec le haut du crâne chauve et des franges autour, l'appelle « Le Sultan ». Hatton a l'habitude d'interpréter une chanson comique, The little fat man, censée être une saynète sur lui-même. Quand, par exemple, il l'a chante devant la « Leeds Rational Recreation Society » en avril 1853, il interprète également La ci darem la mano avec Mme D'Anteny, donne sa propre chanson Day and Night et termine avec O ruddier than the cherry de Haendel, (extrait d'Acis and Galatea). La « Leeds Madrigal and Motet Society » interprète son Sailors Beware!. Hatton a toujours été très varié dans ses activités. En 1856, sa cantate profane Robin Hood sur un texte de George Linley, est donnée au festival de Bradford.
Hatton devient un fervent partisan de la composition de glees et chansons à parties, à la fois en raison de son appréciation des madrigaux anglais et de l'influence de la musique allemande. Sa relation avec Oliphant lui offre un accès immédiat d'information et d'étude. Une visite en Angleterre du chœur de Cologne donne sans doute un nouvel élan au mouvement des glees en Angleterre et Hatton en est à l'avant-garde. Leurs mélodies harmonisées, les chansons à parties allemandes de Mendelssohn et d'autres, ont été appelés glees à l'imitation des glees anglais et suscitent beaucoup d'intérêt. De tous les compositeurs anglais, Hatton avec sa compréhension nouvelle de la musique allemande et sa connaissance assurée de l'idiome mélodique anglais, répond en produisant une série de chansons à parties dont il a été dit « elles ont été imitées par beaucoup, mais surpassées par aucun ». À son retour d'Amérique, Hatton devient dirigeant de « the Glee and Madrigal Union » et c'est au cours des années 1850, alors qu'il travaille avec Charles Kean, qu'il publie le premier de plusieurs recueils de chansons à parties dont Absence, When evening's twilight, The happiest land etc. Elles sont interprétées par l'« Orpheus Vocal Union », groupe de chanteurs professionnels dirigé par William Fielding. Hatton donne ainsi un l'exemple pour d'autres comme Henry Thomas Smart, George Alexander Macfarren, Walter Macfarren et de nombreux autres compositeurs qui suivent la voie qu'il ouvre.

## Musique sur des pièces de Shakespeare pour Charles Kean
À partir de 1853 environ, Hatton est engagé comme directeur de musique au Théâtre de la princesse de Londres (en) pour fournir et diriger la musique pour les Shakespearean revivals de Charles Kean. À ce titre, il compose la musique pour Sardanapale roi d'Assyrie (l'orchestre compte six harpes) et pour Macbeth, toutes deux en 1853. Il compose une ouverture et des entr'actes pour Faust et Marguerite en 1854. Sa musique pour Henry VIII (1855) est dédiée à Charles Kean. En 1856, sa musique pour la reprise par Kean du Pizarro de Sheridan remplace l'ancienne partition du ténor Michael Kelly. Seul le glee de Kelly est conservé. Kean recherche l'authenticité : Hatton la réécrit complètement,

« à partir d'airs indiens... fondée sur des mélodies publiées dans les compositions de Rivero et Tschudi dans les antiquités péruviennes telles qu'elles nous sont parvenues des Espagnols après la conquête. »

 Il écrit la musique pour Richard II en 1857 et pour Le Roi Lear, Le Marchand de Venise et Beaucoup de bruit pour rien en 1858. Il existe également des indications de musiques pour Henry V pour laquelle plusieurs instruments médiévaux étaient nécessaires. L'arrangement avec Kean semble avoir cessé après un litige en 1859. Comme la musique de Much Ado About Nothing n'a pas été publiée, Hatton cherche à montrer qu'elle reste sa propriété et peut être adaptée à sa discrétion. Le tribunal estime toutefois qu'elle est une partie inséparable de la conception de Kean et statut contre lui.

## Fin de carrière
Rose ou Love's Ransom, le troisième opéra de Hatton (texte de Henry Sutherland Edwards), est créé au Royal English Opera de Covent Garden en 1864. Bien que bénéficiant de la présence de Helen Lemmens-Sherrington et Mrs. et Mmes. Willoughby Weiss, George Perren, Henry Corri et Aynsley Cook, l’œuvre rencontre peu de succès. C'est cette année-là que commencent les concerts ballades à la Salle Saint-Jacques (en) à Londres, concerts pour lesquels Hatton occupe la position d'accompagnateur pendant les neuf premières saisons. Hatton développe un penchant pour la ville balnéaire d'Aldeburgh dans le Suffolk, où il réside pendant un certain temps et où il séjourne certainement en octobre 1865. C'est en cette circonstance qu'il écrit un Aldeburgh Te Deum en quatre parties en commémoration de l'endroit qu'il aime.
En 1866 il retourne en Amérique où en tant que membre de la troupe de concerts de H. L. Bateman, il prend part au concert inaugural du Steinway Hall à New York le 31 octobre. Sa fille, Frances J. Hatton, émigre au Canada en 1869 où elle devient une compositrice respectée et une professeur de chant au Collège des dames Hellmuth (en) de London (Ontario).
Hatton est responsable de la réédition des deux premiers volumes de Songs of England, influente collection qui aide à établir un canon de la chanson anglaise avec accompagnements, collection enrichie d'un troisième volume sous la direction éditoriale de Eaton Faning (en). Hatton remarque :

« J'ai rassemblé les meilleurs des anciennes chansonnettes... les noms de Purcell, Arne, Shield, Dibdin, Horn et Bishop sont des noms familiers et aucune collection anglaise ne serait complète qui ne contiendrait les meilleures chansons de ces compositeurs... De nouvelles symphonies et nouveaux accompagnements ont été écrits pour plus de cinquante de ces vieilles chansons. »

 Sa sélection s'inspire substantiellement de Popular Music of Olden Time de Chappell  dans laquelle nombre des accompagnements sont réécrits par George Alexander Macfarren et se trouve en concurrence avec le Song Book de Hullah en 1866 dans lequel seules les mélodies sans accompagnement sont données,. Il édite aussi (avec J.L. Molloythe) le recueil Songs of Ireland, volume de chansons comiques et un volume des chansons de Robert Schumann pour Boosey & Co.
Parmi les sources de Songs of England se trouve The Beggar's Opera de John Gay et Johann Christoph Pepusch. Hatton collabore avec John Oxenford (qui meurt en 1877) sur une édition d'excécution, lui ajoutant de nouvelles symphonies et de nouveaux accompagnements qui remplace l'ancienne édition de Stephen Storace, elle-même remplacée en 1920 par la version de Frederic Austin (en) destinée à Nigel Playfair (en). Hatton et Oxenford publient également des éditions du Rosina de Shield et Mrs. Brooke, de Love in a Village d'Arne et Bickerstaffe et Storace et de No song, no supper de Hoare.
En 1875 Hatton se rend à Stuttgart et compose un drame de musique sacrée, Hezekiah, donné au Crystal Palace en 1877 qui, comme tous ses plus grandes œuvres, rencontre un succès modéré. Il passe ses dernières années à Margate dans le Kent où il meurt le 20 septembre 1886.
La polyvalence pure de Hatton, ses multiples compétences et intérêts, son énergie et l'exubérance de sa bonne nature, caractérisent un des musiciens extraordinaires de son époque : et pourtant ces mêmes qualités ont conduit certains à dénigrer son brio. Son biographe pour l’Encyclopedia Britannica de 1911 écrit :

« Hatton excellait dans les formes lyriques et, en dépit de son habileté distincte dans les styles plus sévères du madrigal, etc., il a gagné la popularité par des chansons telles que To Anthea, Good-bye, Sweetheart, et Simon the Cellarer, dont la première peut être appelée un classique en son genre. Ses glees et chansons à parties telles que When Evening's Twilight, ont compté parmi les meilleures de leur classe et il aurait gagné une place plus élevée chez les compositeurs anglais s'il n'y avait pas eu ses esprits animaux irrésistibles et un manque de respect artistique, ce qui rendait incertain dans ses jeunes années si, quand il apparaissait en concert, il jouerait un fugue de Bach ou chanterait une chanson comique. Il n'était pourtant pas irrévérencieux : la valeur durable de ses ballades et chansons, dont il a composé plus de 150, la qualité de ses arrangements de chansons anglaises, son rôle en tant que compositeur pour Kean et accompagnateur de Mario, Reeves et Stanley, et son service sur une longue période chez Boosey à la fois comme éditeurs et promoteurs des concerts ballades, racontent leur propre histoire de sa place unique dans la musique anglaise. »